# 天赐圣若望圣殿

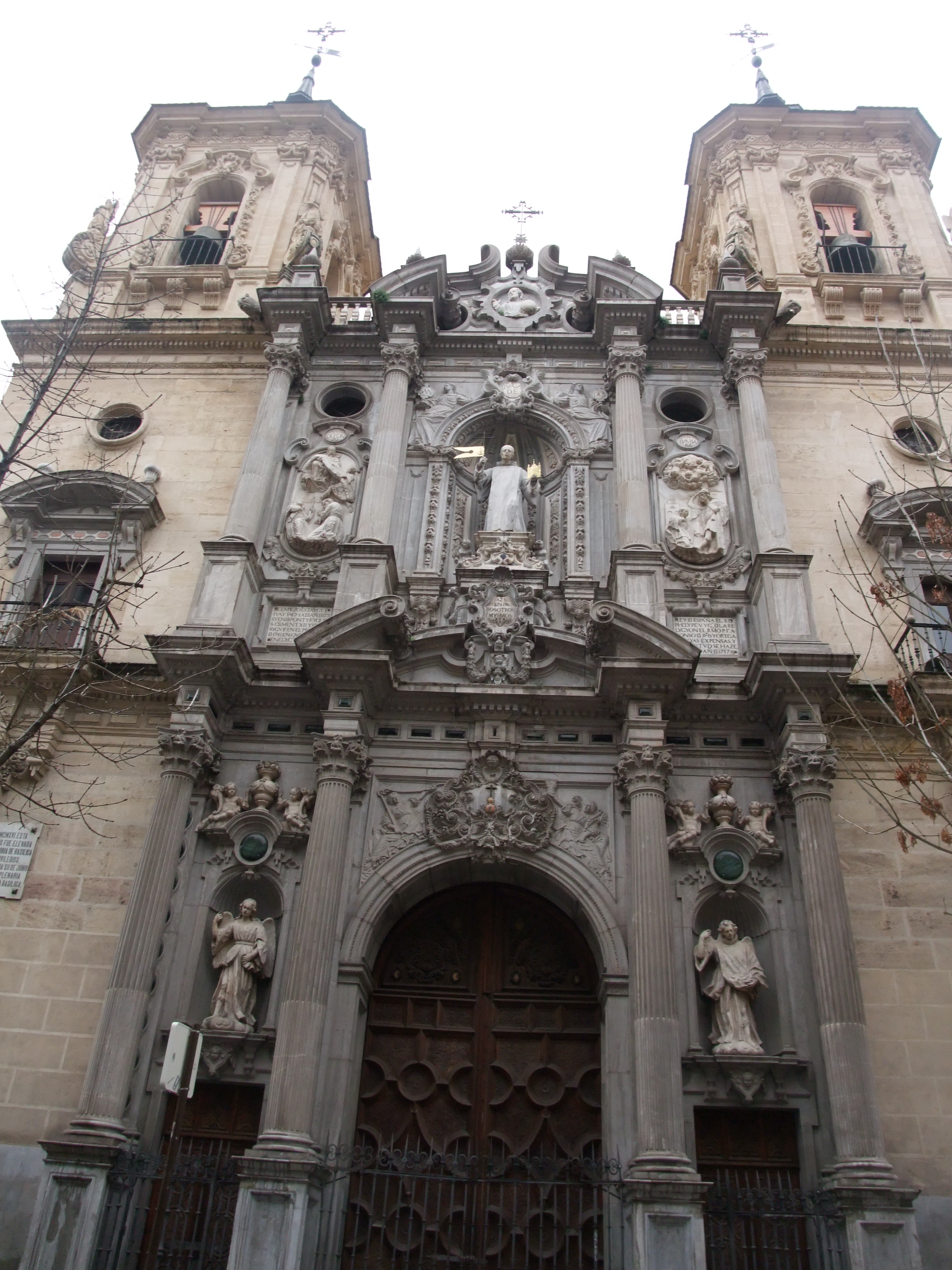

天赐圣若望圣殿（西班牙语：Basílica de San Juan de Dios）是一座宗座圣殿，位于西班牙的格拉纳达。

## 历史
该堂是由阿隆索·德·赫苏斯·奥尔特加神父（Fray Alonso de Jesús Ortega）发起，以安置侍疾修会（Orden Hospitalaria de San Juan de Dios）创始人天赐圣若望的遗体，建于1737年至1759年间。

## 建筑
该堂为巴洛克风格，用石头和砖砌成。

## 内部
堂内的祭衣间内，有存放天赐圣若望圣髑的纯银骨灰盒。各小堂收藏重要的雕塑和绘画作品，尤以壁画突出。